# Кіран Тірні
Кі́ран Ті́рні (англ. Kieran Tierney, нар. 5 червня 1997, Дуглас) — шотландський футболіст, лівий захисник клубу «Арсенал» і національної збірної Шотландії.
П'ятиразовий чемпіон Шотландії. Триразовий володар Кубка шотландської ліги. Триразовий володар Кубка Шотландії.
Найкращий молодий футболіст Шотландії у 2016—2018 роках.

## Клубна кар'єра
Народився 5 червня 1997 року в місті Дуглас, Острів Мен. Вихованець футбольної школи клубу «Селтік». За головну команду клубу з Глазго дебютував у 17-річному віці в сезоні 2014/15, в якому здобув свій перший титул чемпіона Шотландії.
Протягом наступних трьох сезонів незмінно допомагав команді захистити чемпіонський титул попереднього року, причому стаючи дедалі важливішою фігурою у тактичних побудовах «Селтіка». Вже з сезону 2015/16 18-річний гравець став основним виконавцем команди на лівому фланзі захисту і по його завершенні був визнаний найкращим молодим футболістом у шотландському футболі за двома основними версіями — версією професійних футболістів і футбольних журналістів.
Протягом наступних двох сезонів (2016/17 і 2017/18) Тірні удруге і втретє визнавався найкращим молодим футболістом в Шотландії за обома опитуваннями, роблячи свій внесок у безперервне домінування «Селтіка» у шотландському футболі — команда в цих сезонах крім чемпіонату вигравала й обидва національні кубкових турніри — Кубок шотландської ліги і Кубок Шотландії.
8 серпня 2019 року перейшов в лондонський клуб «Арсенал» за 25 млн фунтів.

## Виступи за збірні
2014 року дебютував у складі юнацької збірної Шотландії, взяв участь у 5 іграх на юнацькому рівні, відзначившись одним забитим голом.
29 березня 2016 року на той час 18-річний гравець дебютував в офіційних матчах у складі національної збірної Шотландії, провівши на полі перший тайм товариської зустрічі зі збірною Данії. Протягом наступного, 2017, року регулярно виходив на поле у складі збірної, в одному з матчів 20-річний Тірні навіть виводив «тартанових» на поле з капітанською пов'язкою.
| Дата       | Місто   | Господарі  | Результат | Гості      | Турнір                               | Голи | Примітки |
| ---------- | ------- | ---------- | --------- | ---------- | ------------------------------------ | ---- | -------- |
| 29-3-2016  | Глазго  | Шотландія  | 1 – 0     | Данія      | товариський матч                     | -    | 46'      |
| 11-10-2016 | Трнава  | Словаччина | 3 – 0     | Шотландія  | Відбір до ЧС 2018                    | -    |          |
| 26-3-2017  | Глазго  | Шотландія  | 1 – 0     | Словенія   | Відбір до ЧС 2018                    | -    |          |
| 10-6-2017  | Глазго  | Шотландія  | 2 – 2     | Англія     | Відбір до ЧС 2018                    | -    |          |
| 1-9-2017   | Вільнюс | Литва      | 0 – 3     | Шотландія  | Відбір до ЧС 2018                    | -    |          |
| 4-9-2017   | Глазго  | Шотландія  | 2 – 0     | Мальта     | Відбір до ЧС 2018                    | -    |          |
| 5-10-2017  | Глазго  | Шотландія  | 1 – 0     | Словаччина | Відбір до ЧС 2018                    | -    | 82'      |
| 8-10-2017  | Любляна | Словенія   | 2 – 2     | Шотландія  | Відбір до ЧС 2018                    | -    | 5' 80'   |
| 9-11-2017  | Абердин | Шотландія  | 0 – 1     | Нідерланди | товариський матч                     | -    | кап.     |
| 7-9-2018   | Глазго  | Шотландія  | 0 – 4     | Бельгія    | товариський матч                     | -    |          |
| 10-9-2018  | Глазго  | Шотландія  | 2 – 0     | Албанія    | Ліга націй УЄФА 2018-2019 - 1-й етап | -    |          |
| 11-10-2018 | Хайфа   | Ізраїль    | 2 – 1     | Шотландія  | Ліга націй УЄФА 2018-2019 - 1-й етап | -    | 74' (аг) |
| Усього     |         | Матчів     | 12        |            | Голів                                | 0    |          |

## Титули та досягнення

### Командні
- «Селтік»

 Чемпіон Шотландії (5): 2015, 2016, 2017, 2018, 2019
Володар Кубка шотландської ліги (3): 2017, 2018, 2019
Володар Кубка Шотландії (3): 2017, 2018, 2019
- «Арсенал»:

Володар Кубка Англії (1): 2020
Володар Суперкубка Англії (2): 2020, 2023

### Особисті
- Молодий гравець сезону за версією ШПФА:

2015/16, 2016/17, 2017/18
- Молодий гравець сезону за версією ШАФЖ:

2015/16, 2016/17, 2017/18